# Jens Keller
Jens Keller (Estugarda, 24 de novembro de 1970) é um treinador alemão de futebol e ex-jogador. 